# Alisia
Asja Plamenova Dojtsjeva (Bulgaars: Ася Пламенова Дойчева) (Ichtiman, 1 maart 1983), professioneel bekend als Alisia (Bulgaars: Алисия), is een Bulgaars zangeres. Alisia werd op 1 maart 1983 geboren in het stadje Ichtiman nabij Sofia. Ze heeft in 2002 getekend bij Ara Music (Ара Мюзик) en heeft vijf studioalbums bij hen. Daarnaast heeft ze 66 videoclips uitgebracht.

## Privé
Alisia heeft in 2007 een kind van de voetballer Valeri Bojinov gekregen.

## Discografie

### Studioalbums
- Sini noshti (2002)
- Pozhelay me (2004)
- Az sam sexy (2005)
- Nai-vurvezhen (2008)
- Tvoya totalno (2010)